# Live at the BBC (album, Dire Straits)
Live at the BBC je koncertní album britské rockové skupiny Dire Straits, vydané v roce 1995 a nahrané většinou v roce 1978.

## Seznam skladeb
Všechny skladby napsal Mark Knopfler, pokud není uvedeno jinak.
1. "Down to the Waterline" – 4:10
2. "Six Blade Knife" – 3:47
3. "Water of Love" – 5:29
4. "Wild West End" – 5:12
5. "Sultans of Swing" – 6:38
6. "Lions" – 5:26
7. "What's the Matter Baby?" (D. Knopfler, M. Knopfler) – 3:20
8. "Tunnel of Love" (Intro: "Carousel Waltz" by Rodgers & Hammerstein) – 11:56

## Sestava
- Mark Knopfler – kytara, zpěv
- David Knopfler – kytara, zpěv
- John Illsley – bicí
- Alan Clark – klávesy